# Плечко Федір Петрович
Плечко Федір Петрович (? — ?) — старшина Дієвої Армії УНР.

## Біографія
Станом на 1 січня 1910 року — поручик 15-го гусарського Українського полку (місто Скерневиці, Польща), у складі якого брав участь у Першій світовій війні. Останнє звання у російській армії — ротмістр.
Восени 1917 року брав участь у виділенні українців з 15-го гусарського Українського полку в Український гусарський полк ім. І. Мазепи. У складі цього полку прибув в Україну. У квітні 1918 року кадри полку було зараховано до складу Армії УНР, незабаром вони дістали назву 8-го кінно-козацького Українського полку та розташовувалися у Крем'янці. За час Гетьманату П. Скоропадського був підвищений до звання військового старшини. У грудні 1918 року разом з кількома старшинами та козаками (кадрами полку) перейшов до складу військ Директорії. У січні 1919 року полк дістав назву 30-го кінного дієвого Українського, був помічником командира цього полку. 29 травня 1919 року у складі 30-го кінного Українського полку влився до Окремого кінного дивізіону (згодом — 2-й кінний ім. М. Залізняка полк) Дієвої Армії УНР, був помічником командира полку.
У 1920—30-х роках жив в еміграції у Чехо-Словаччині та Німеччині, був членом Союзу Гетьманців-Державників, виконував обов'язки помічника начальника військово-спортивного відділу СГД — військового штабу при П. Скоропадському. 
Подальша доля невідома.